# Logan (Oregon)
Logan az Amerikai Egyesült Államok Oregon államának Clackamas megyéjében elhelyezkedő önkormányzat nélküli település.
Az 1884. június 13-a és 1903. október 12-e között működő posta első vezetője Lafayette Hummiston volt.

## Fordítás
- Ez a szócikk részben vagy egészben  a   Logan, Oregon című angol Wikipédia-szócikk ezen változatának fordításán alapul.  Az eredeti cikk szerkesztőit annak laptörténete sorolja fel. Ez a jelzés csupán a megfogalmazás eredetét és a szerzői jogokat jelzi, nem szolgál a cikkben szereplő információk forrásmegjelöléseként.